# Lancia Lambda
Lancia Lambda — автомобиль итальянской компании Lancia. Выпускался с 1922 года по 1931 год. Это первый автомобиль с несущим кузовом. Также автомобиль оснащался независимой пружинной подвеской передних колёс. Всего было произведено приблизительно 11 200 автомобилей. На этом автомобиле принимала участие в крупнейших автогонках Италии «Тысяча миль» в 1929 году актриса  Мими Айльмер, которая стала первой женщиной, которая в этих гонках сумела добраться до финиша.
Существовало девять серий Lambda:
- 1 серия, 1923, 400 произведено.
- 2 серия, 1923—1924, 1,100 произведено. Небольшая модификация двигателя.
- 3 серия, 1924, 800 произведено. Модификация двигателя.
- 4 серия, 1924—1925, 850 произведено. Изменено лобовое стекло.
- 5 серия, 1925, 1,050 произведено. 4-ступенчатая коробка передач.
- 6 серия, 1925—1926, 1,300 произведено.
- 7 серия, 1926—1928, 3,100 произведено. Новый двигатель большего объема.
- 8 серия, 1928—1930, 3,903 произведено. Двигатель большего объема
- 9 серия, 1931, 500 произведено.

## Двигатели
| Модель  | Двигатель | Объем    | Мощность                            |
| ------- | --------- | -------- | ----------------------------------- |
| S.1-S.6 | V4 SOHC   | 2121 см³ | 49 л. с. (36,5 кВт) @ 3250 об / мин |
| S.7     | V4 SOHC   | 2375 см³ | 59 л. с. (44 кВт) @ 3250 об / мин   |
| S.8-S.9 | V4 SOHC   | 2569 см³ | 69 л. с. (51,5 кВт) @ 3500 об / мин |

## Галерея

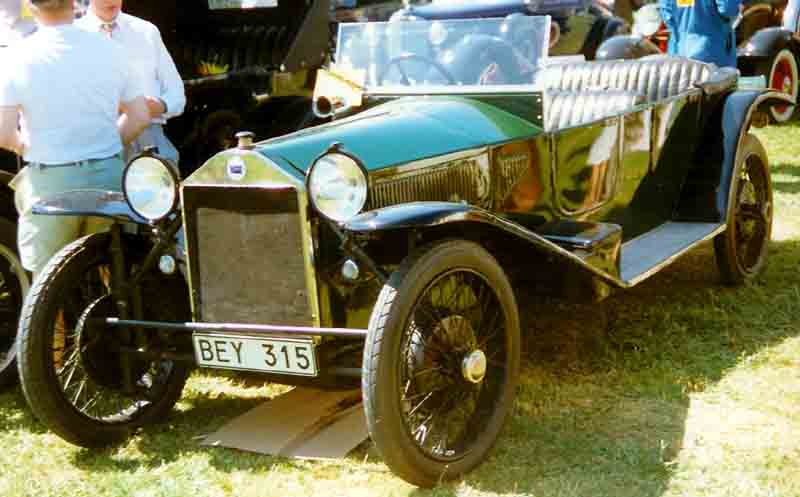
Lancia Lambda (1923)
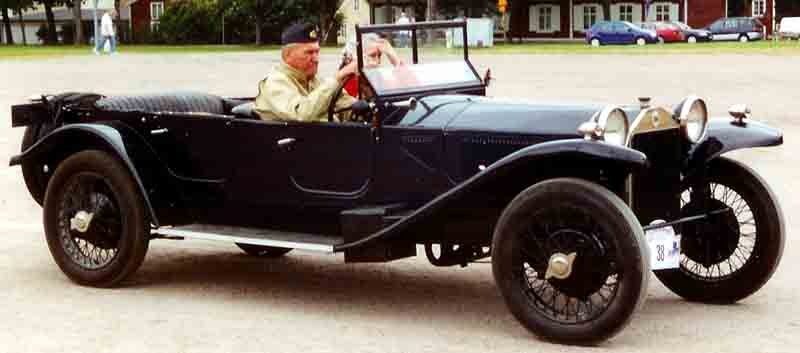
Lancia Lambda (1925)
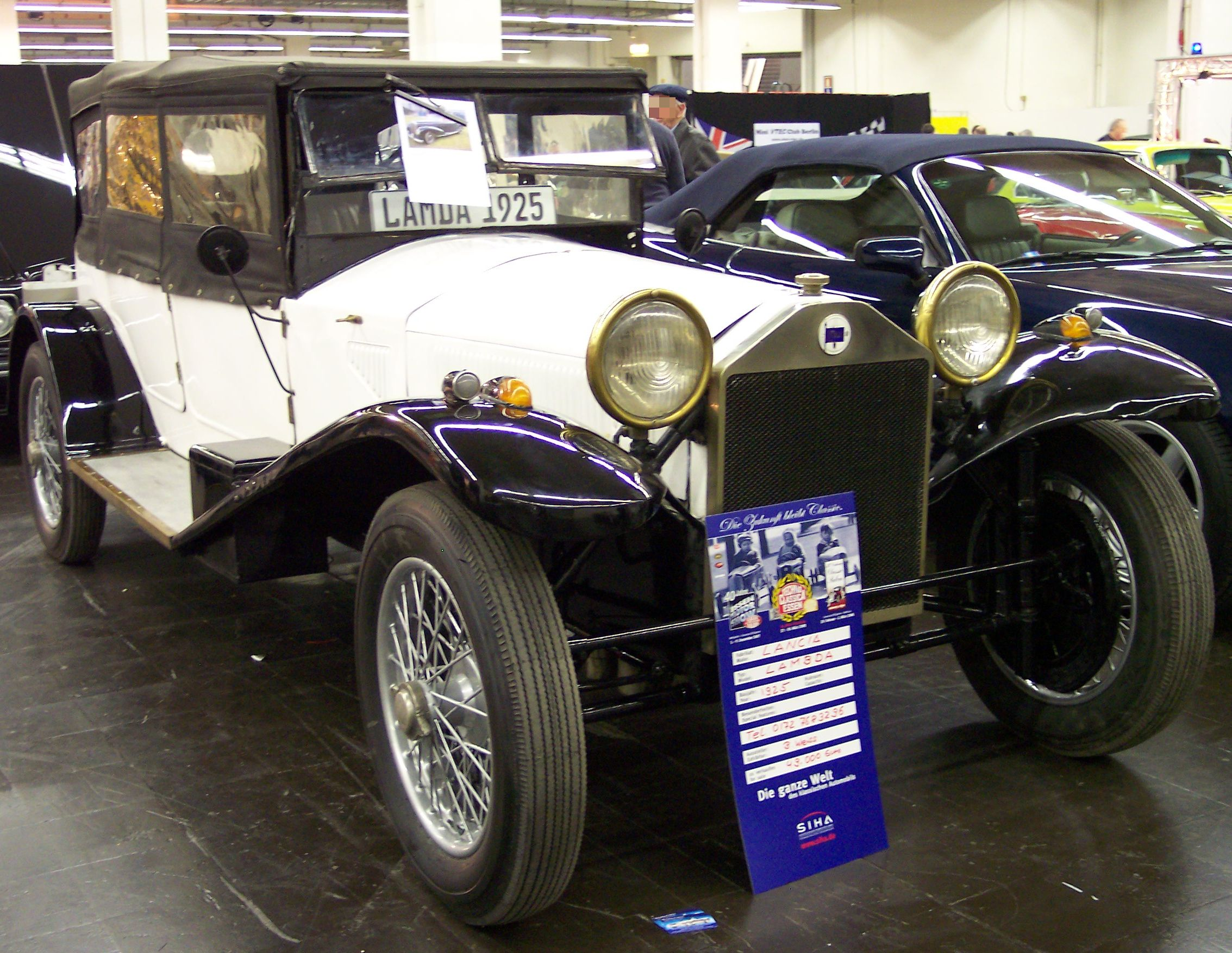
Lancia Lambda (1925)
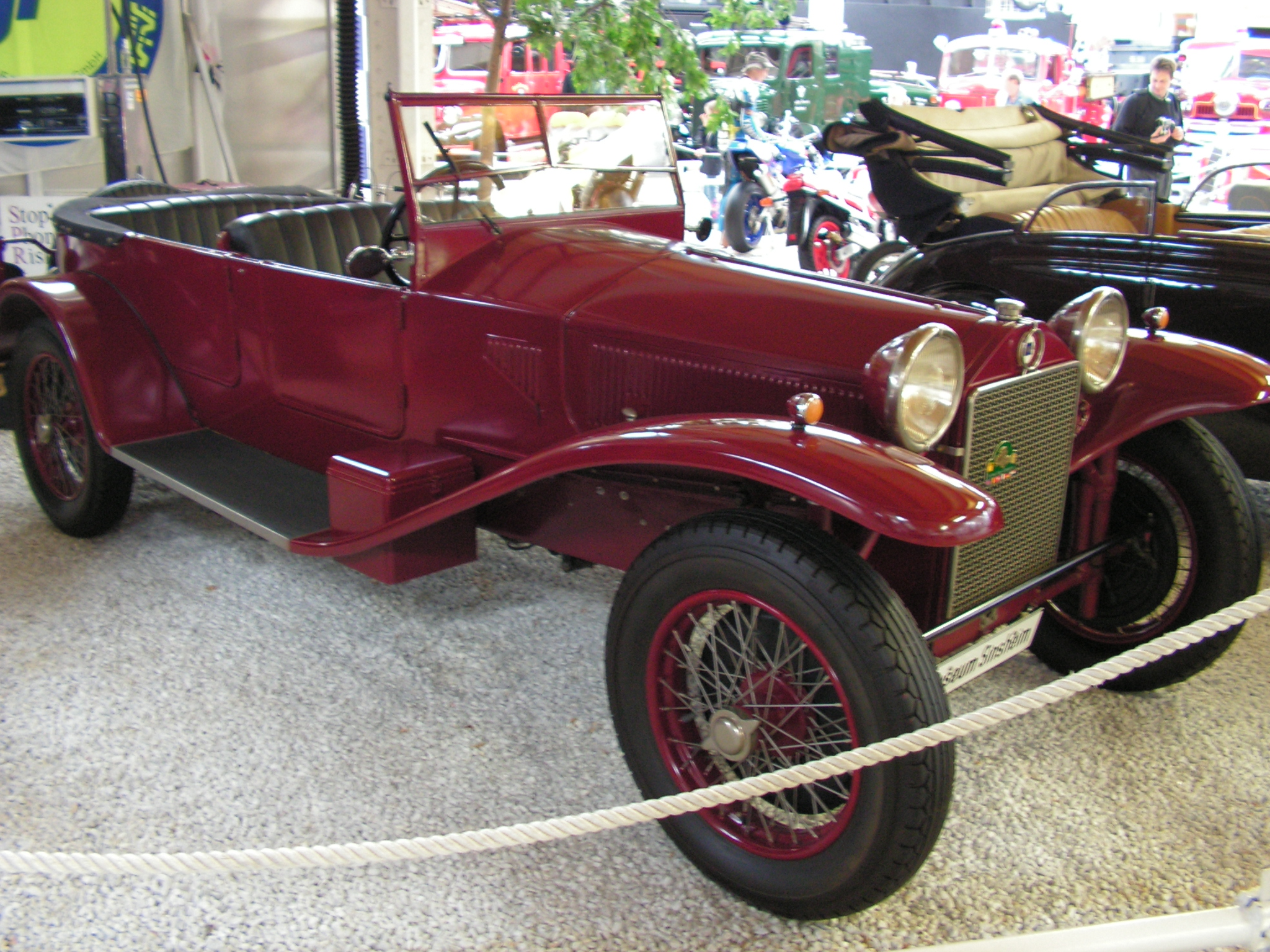
Lancia Lambda (1926)